# Rugby a 15 nel 1940-1945
Il 1º settembre 1939, con l'invasione della Polonia da parte della Germania, ebbe inizio il secondo conflitto mondiale.
I migliori rugbysti delle Isole Britanniche e del Commonwealth furono reclutati per i combattimenti e questo provocò il rallentamento dei tornei dapprima nel Regno Unito, poi anche nell'emisfero australe.

## Attività internazionale (1940-44)
Fermo il torneo delle Cinque Nazioni che aveva appena riammesso la Francia, l'attività internazionale fu diradata; l'unico incontro internazionale dei transalpini fu contro una selezione dell'esercito britannico, formata dai giocatori sotto le armi.
L'incontro si svolse a Parigi il 25 febbraio 1940.
Tra il 1940 e il 1942 si tennero in Europa altri tre incontri internazionali, tutti con l'Italia come protagonista.
Nel primo di essi, a Bucarest contro la Romania, l'arbitro tedesco Krapp fece giocare una partita di 70' perché aveva erroneamente fischiato la fine del primo tempo alla mezz'ora di gioco; l'incontro finì 3-0 per i rumeni.
Un mese più tardi, a Stoccarda, l'Italia batté la Germania e due anni più tardi, nel 1942, batté a Milano la Romania.
Quello fu l'ultimo match internazionale degli azzurri nel periodo bellico.
| Arbitro: | Cyril Gadney |

|        |      |                                          |
|        | mt   | Cranmer Guest (2) Walker (2) Wooller (3) |
|        | tr   | Jenkins (6)                              |
| Thiers | c.p. |                                          |

| Arbitro: | Krapt |

|                |    |  |
| 42’ Marculescu | mt |  |

| Arbitro: | Erck |

|  |      |             |
|  | drop | 15’ Vanetti |

| Arbitro: | Hoffenbach |

|                                                     |      |               |
| 21’ Costa 23’ Romano 74’ Cova 75’ Stenta 79’ Figari | mt   | 47’ Calistrat |
| 23’, 75’ Vigliano                                   | tr   |               |
| 54’ Vigliano                                        | c.p. |               |

## Campionati nazionali
A livello di campionati nazionali, si continuano a disputare alcuni tornei, in paesi neutrali o che, pur coinvolti, non sono inizialmente toccati dalla guerra sul proprio suolo. È Il caso dell'Italia, dell'Australia e della Francia di Vichy (essendo il Sud della Francia sotto il governo di Petain, la maggior parte delle squadre riuscì a partecipare a questi campionati di guerra). Ovviamente il livello di gioco risente della mancanza dei giocatori impegnati in guerra.

### 1940
| Nazione                                                | Torneo            | Stagione                  | Campione        |
| ------------------------------------------------------ | ----------------- | ------------------------- | --------------- |
| Argentina                                              | U.R.B.A.          | U.R.B.A. 1940             | Belgrano Olivos |
| Nuovo Galles del Sud                                   | Shute Shield      | Shute Shield 1940         | Randwick        |
| Italia                                                 | Serie A           | Serie A 1939-40           | Amatori Milano  |
| Romania                                                | Divizia Națională | Divizia Națională 1939-40 | TCR Bucarest    |
| Per maggiori dettagli vai alle voci dei singoli tornei |                   |                           |                 |

### 1941
| Nazione                                                | Torneo            | Stagione                  | Campione                |
| ------------------------------------------------------ | ----------------- | ------------------------- | ----------------------- |
| Argentina                                              | U.R.B.A.          | U.R.B.A. 1941             | San Isidro              |
| Nuovo Galles del Sud                                   | Shute Shield      | Shute Shield 1941         | Eastern Suburbs         |
| Italia                                                 | Serie A           | Serie A 1940-41           | Amatori Milano          |
| Romania                                                | Divizia Națională | Divizia Națională 1940-41 | Viforul Dacia Bucureşti |
| Spagna                                                 | Coppa del Re      | Coppa del Re 1940-41      | SEU Madrid              |
| Per maggiori dettagli vai alle voci dei singoli tornei |                   |                           |                         |

### 1942
| Nazione                                                | Torneo            | Stagione                  | Campione       |
| ------------------------------------------------------ | ----------------- | ------------------------- | -------------- |
| Argentina                                              | U.R.B.A.          | U.R.B.A. 1942             | C.U.B.A.       |
| Nuovo Galles del Sud                                   | Shute Shield      | Shute Shield 1942         | Manly          |
| Italia                                                 | Serie A           | Serie A 1941-42           | Amatori Milano |
| Romania                                                | Divizia Națională | Divizia Națională 1941-42 | TCR Bucarest   |
| Spagna                                                 | Coppa del Re      | Coppa del Re 1941-42      | Barcellona     |
| Per maggiori dettagli vai alle voci dei singoli tornei |                   |                           |                |

### 1943
| Nazione                                                | Torneo              | Stagione                  | Campione                |
| ------------------------------------------------------ | ------------------- | ------------------------- | ----------------------- |
| Argentina                                              | U.R.B.A.            | U.R.B.A. 1943             | CASI                    |
| Nuovo Galles del Sud                                   | Shute Shield        | Shute Shield 1943         | Manly                   |
| Francia                                                | Campionato francese | 1942-43                   | Bayonne                 |
| Italia                                                 | Serie A             | Serie A 1942-43           | Amatori Milano          |
| Romania                                                | Divizia Națională   | Divizia Națională 1942-43 | Viforul Dacia Bucureşti |
| Spagna                                                 | Coppa del Re        | Coppa del Re 1942-43      | Santboiana              |
| Per maggiori dettagli vai alle voci dei singoli tornei |                     |                           |                         |

### 1944
| Nazione                                                | Torneo              | Stagione                  | Campione                |
| ------------------------------------------------------ | ------------------- | ------------------------- | ----------------------- |
| Argentina                                              | U.R.B.A.            | U.R.B.A. 1944             | C.U.B.A.                |
| Nuovo Galles del Sud                                   | Shute Shield        | Shute Shield 1944         | Eastern Suburbs         |
| Francia                                                | Campionato francese | 1943-44                   | Perpignano              |
| Romania                                                | Divizia Națională   | Divizia Națională 1943-44 | Viforul Dacia Bucureşti |
| Spagna                                                 | Coppa del Re        | Coppa del Re 1942-43      | Barcellona              |
| Per maggiori dettagli vai alle voci dei singoli tornei |                     |                           |                         |

### 1945
| Nazione                                                | Torneo              | Stagione                  | Campione                |
| ------------------------------------------------------ | ------------------- | ------------------------- | ----------------------- |
| Argentina                                              | U.R.B.A.            | U.R.B.A. 1945             | C.U.B.A.                |
| Nuovo Galles del Sud                                   | Shute Shield        | Shute Shield 1945         | Sydney University       |
| Francia                                                | Campionato francese | 1944-45                   | Agen                    |
| Romania                                                | Divizia Națională   | Divizia Națională 1944-45 | Viforul Dacia Bucureşti |
| Spagna                                                 | Coppa del Re        | Coppa del Re 1944-45      | Barcellona              |
| Per maggiori dettagli vai alle voci dei singoli tornei |                     |                           |                         |

## I Barbarians
In Inghilterra, la squadra ad inviti dei Barbarians disputa alcune partite contro selezioni organizzate da JE Thorneloe, segretario dei Leicester Tigers.
| Cardiff 17 febbraio 1940 | Cardiff RFC | 16 – 8 | Barbarians | Arms Park |

| Leicester 22 marzo 1940 | Midland Counties | 18 – 34 | Barbarians | Welford Road |

| Leicester 27 dicembre 1941 | JE Thorneloe's Midlands XV | 3 – 8 | Barbarians | Welford Road |

| Leicester 6 aprile 1942 | JE Thorneloe's Midlands XV | 11 – 24 | Barbarians | Welford Road |

| Leicester 26 dicembre 1942 | JE Thorneloe's Midlands XV | 17 – 21 | Barbarians | Welford Road |

| Leicester 26 aprile 1943 | JE Thorneloe's Midlands XV | 0 – 32 | Barbarians | Welford Road |

| Leicester 27 dicembre 1943 | JE Thorneloe's Midlands XV | 16 – 42 | Barbarians | Welford Road |

| Leicester 26 dicembre 1944 | JE Thorneloe's Midlands XV | 11 – 23 | Barbarians | Welford Road |

## Attività internazionale 1945
L'evento più importante è l'incontro del 1º gennaio 1945 tra la Francia e l'esercito britannico.
A marzo tornano ad incontrarsi Scozia ed Inghilterra, anche se il match non avrà valore di test match ufficiale.
Il 28 aprile, mentre a Berlino Hitler sta per cadere, una selezione dell'Impero Britannico, sfida la Francia a Richmond.
Anche Paesi Bassi e Belgio tornano ad affrontarsi, appena liberati.
A fine anno l'attività si intensifica con un'amichevole tra Galles e Francia e la costituzione della squadra dei "Kiwis" selezione dei giocatori neozelandesi sotto le armi, di stanza in Europa.
| Parigi 1º gennaio 1945 | Francia   | 21 – 9 | British Army | (Parco dei Principi)\| Arbitro: \| Henry Fry \| |
| Arbitro:               | Henry Fry |        |              |                                                 |

| Richmond 28 aprile 1945 | British Empire XV | 27 – 6 | Francia | \| Arbitro: \| R.A. Beattie \| |
| Arbitro:                | R.A. Beattie      |        |         |                                |

| Bussum 1º luglio 1945 | Paesi Bassi | 9 – 6 | Belgio |  |

| Londra 24 novembre 1945 | Inghilterra XV | 3 – 18 | Nuova Zelanda (Kiwis) | Twickenham |

| Arbitro: | Alan Bean |

|                                      |           |  |
| mete: Davies, Matthews trasf.: James | Marcatori |  |